# Sebastião de Almeida Prado Sampaio
Sebastião de Almeida Prado Sampaio (Casa Branca, SP, 7 de setembro de 1919 – 19 de outubro de 2008) foi um médico brasileiro da área dermatológica.
Graduado pela Faculdade de Medicina da Universidade de São Paulo (FMUSP) em 1943. Em 1960 assumiu cátedra em dermatologia na mesma instituição, onde permaneceu até sua morte em 2008. Professor Sampaio, como era conhecido, participou da formação de mais de 300 médicos dermatologistas e publicou 120 artigos científicos. 
Foi eleito membro honorário da Academia Nacional de Medicina em 1980.